# Pi Arae
Pi Arae (π Ara / HD 159492 / HR 6549) es una estrella de magnitud aparente +5,25 situada en la constelación de Ara, el altar. Se encuentra a 138 años luz de distancia del sistema solar.
Pi Arae es una estrella de tipo espectral A5IV-V, es decir, una estrella blanca de la secuencia principal que, finalizando la fusión de hidrógeno en su núcleo, comienza a transformarse en una estrella subgigante de mayor tamaño. Con una temperatura superficial de 8200 K, su radio es un 75 % más grande que el radio solar y es unas 13 veces más luminosa que el Sol.
Su velocidad de rotación proyectada es de 57 km/s, siendo este un límite inferior ya que la velocidad real depende de la orientación de su eje de rotación respecto a nosotros.
Presenta un contenido metálico superior al solar. A excepción de carbono y cobre, las abundancias relativas de todos los elementos evaluados son más altas que en el Sol, destacando el elevado nivel de vanadio, 4,5 veces más abundante que en nuestra estrella ([V/H] = +0,65).
Pi Arae tiene una edad aproximada de 200 millones de años.
Observaciones llevadas a cabo en banda submilimétrica e infrarrojo cercano han puesto de manifiesto la existencia de un disco circunestelar de polvo en torno a Pi Arae. El disco, de 36 UA de radio, tiene una temperatura aproximada de 90 K.